# 안로 김씨
안로 김씨(安老金氏)는 전라남도 나주 안로를 본관으로 하는 한국의 성씨이다. 안로는 나주의 속현이다.

## 역사
시조 김지경(金之敬)은 경순왕의 후예로 고려조에 호장 중윤(中尹)을 지냈다. 후손들이 대대로 안로에 세거하면서 관향을 안로(安老)로 하였다. 상계는 실전되어 상고할 수 없다고 하였다.
《증보문헌비고》 및 《조선씨족통보》에는 나주 김씨 시조 호장 중윤 김득장(金得章)의 후손이라 한다.

## 인물
- 김성용(金成用) : 판사(判事)
- 김택(金澤) : 1584년(선조 17) 무과 별시 병과 합격
- 김명신(金命新) : 1583년(선조 16) 무과 별시 병과 합격

## 참고 자료
- “안로김씨(安老金氏)”. 뿌리를 찾아서.[깨진 링크(과거 내용 찾기)]